# 무스타파 파샤 (이집트)
무스타파 파샤(생몰년도 미상)는 오스만 제국의 군인이다. 이집트-시리아 원정에 참전한 무스타파는 아부키르만에 상륙하여 프랑스군을 막으려 하지만 조아킴 뮈라에게 방어선을 뚫리고 포로로 잡히게 된다. 이 때 뮈라를 저격하지만 총알이 빗나간다. 그는 아부키르 전투에서 사망했다.